# Eleílson Moura
Eleílson Farias de Moura , mais conhecido como Eleílson Moura ou simplesmente Eleílson (Nova Era, 2 de abril de 1985), é um ex-futebolista brasileiro que atuava como zagueiro.

## Títulos
Jiangsu Sainty
- Supercopa da China 2013
- Copa da China 2015

## Campanhas de destaque
- 4º colocado do Campeonato Chinês 2011
- Vice-Campeão do Campeonato Chinês 2012
- Vice-Campeão da Copa da China 2014